# Resolutie 2422 Veiligheidsraad Verenigde Naties
Resolutie 2422 van de Veiligheidsraad van de Verenigde Naties werd op 27 juni 2018 aangenomen met veertien stemmen voor met onthouding van Rusland. De resolutie herbenoemde Serge Brammertz als openbaar aanklager van het Internationaal Restmechanisme voor Straftribunalen.
Rusland had zich opnieuw onthouden om problemen met de administratie, het personeelstekort en de manier van werken aan te klagen. De verlaging van de werkingsmiddelen hadden de bezetting bij verschillende diensten tot het absolute minimum teruggebracht. Men haalde ook de veroordeelde Ratko Mladić aan als voorbeeld. Hem werd ondanks Russische garanties tijdelijke invrijheidstelling voor een medische behandeling in dat land herhaaldelijk geweigerd.

## Achtergrond
Het Internationaal Restmechanisme voor Straftribunalen was in 2010 opgezet om het werk van de VN-tribunalen die waren opgericht volgend op de Rwandese genocide en de Joegoslavische oorlogen af te ronden.

## Inhoud
Brammertz was in 2016 benoemd als openbaar aanklager voor een ambtstermijn van twee jaar, ondanks artikel 14 van de statuten van het mechanisme, die vier jaar voorschrijven. Secretaris-Generaal António Guterres had hem nu opnieuw voorgedragen. De Veiligheidsraad herbenoemde hem nu tot 30 juni 2020.
Het mechanisme ondervond problemen met de plaatsing van vrijgesprokenen en veroordeelden die hun straf hadden uitgezeten. Alle landen werden opgeroepen mensen op te nemen. Ook werd erop aangedrongen dat er zou worden meegewerkt met het mechanisme om nog acht voortvluchtigen van de Rwandese afdeling op te pakken en over te leveren, dit gold vooral voor de landen waar zij zich zouden ophouden.
Enkele lidstaten hadden hun zorgen geuit over de aanpak van vervroegde vrijlatingen van veroordeelden van het Rwanda-tribunaal. Het mechanisme moest een gepaste oplossing zoeken, zoals voorwaarden verbinden aan de vervroegde vrijlating.
Lijst ·  2398 ·  2399 ·  2400 ·  2401 ·  2402 ·  2403 ·  2404 ·  2405 ·  2406 ·  2407 ·  2408 ·  2409 ·  2410 ·  2411 ·  2412 ·  2413 ·  2414 ·  2415 ·  2416 ·  2417 ·  2418 ·  2419 ·  2420 ·  2421 ·  2422 ·  2423 ·  2424 ·  2425 ·  2426 ·  2427 ·  2428 ·  2429 ·  2430 ·  2431 ·  2432 ·  2433 ·  2434 ·  2435 ·  2436 ·  2437 ·  2438 ·  2439 ·  2440 ·  2441 ·  2442 ·  2443 ·  2444 ·  2445 ·  2446 ·  2447 ·  2448 ·  2449 ·  2450 ·  2451